# FA Cup 1902/03
Der FA Cup 1902/03 war die 32. Austragung des The Football Association Challenge Cup (meist als FA Cup bekannt).
Der Pokalwettbewerb startete mit der Qualifikation zwischen dem 20. September 1902 und dem 8. Dezember 1902, der eine Zwischenrunde zwischen dem 13. Dezember 1902 und dem 22. Dezember 1902 folgte. Die Hauptrunde begann anschließend ab dem 7. Februar 1903 und endete mit dem Finalspiel im Crystal Palace in London am 18. April 1903 vor einer Kulisse von offiziell 63.102 Zuschauern. Sieger des Wettbewerbs wurde zum zweiten Mal der FC Bury. Unterlegener Finalist war Derby County.

## Wettbewerb

### Zwischenrunde
| Datum             |                    | Ergebnis |                        |
| ----------------- | ------------------ | -------- | ---------------------- |
| 13. Dezember 1902 | FC Barnsley        | 4:0      | Swindon Town           |
| 13. Dezember 1902 | FC Bishop Auckland | 1:3      | Preston North End      |
| 13. Dezember 1902 | FC Brentford       | 1:1      | Woolwich Arsenal       |
| 13. Dezember 1902 | Bristol City       | 3:1      | FC Middlesbrough       |
| 13. Dezember 1902 | Bristol Rovers     | 2:2      | Millwall Athletic      |
| 13. Dezember 1902 | FC Glossop         | 2:1      | New Brompton           |
| 13. Dezember 1902 | Lincoln City       | 2:0      | West Ham United        |
| 13. Dezember 1902 | Luton Town         | 3:0      | Kidderminster Harriers |
| 13. Dezember 1902 | Manchester United  | 1:1      | Burton United          |
| 13. Dezember 1902 | FC Reading         | 1:0      | FC Burnley             |

#### Wiederholungsspiele
| Datum             |                   | Ergebnis |                |
| ----------------- | ----------------- | -------- | -------------- |
| 17. Dezember 1902 | Manchester United | 3:1      | Burton United  |
| 17. Dezember 1902 | Woolwich Arsenal  | 5:0      | FC Brentford   |
| 18. Dezember 1902 | Millwall Athletic | 0:0      | Bristol Rovers |
| 22. Dezember 1902 | Millwall Athletic | 2:0      | Bristol Rovers |

### Erste Hauptrunde
| Datum           |                   | Ergebnis |                         |
| --------------- | ----------------- | -------- | ----------------------- |
| 7. Februar 1903 | Aston Villa       | 4:1      | AFC Sunderland          |
| 7. Februar 1903 | FC Barnsley       | 2:0      | Lincoln City            |
| 7. Februar 1903 | Blackburn Rovers  | 0:0      | The Wednesday           |
| 7. Februar 1903 | Bolton Wanderers  | 0:5      | Bristol City            |
| 7. Februar 1903 | FC Bury           | 1:0      | Wolverhampton Wanderers |
| 7. Februar 1903 | Derby County      | 2:1      | Small Heath             |
| 7. Februar 1903 | FC Everton        | 5:0      | FC Portsmouth           |
| 7. Februar 1903 | FC Glossop        | 2:3      | FC Stoke                |
| 7. Februar 1903 | Grimsby Town      | 2:1      | Newcastle United        |
| 7. Februar 1903 | Manchester United | 2:1      | FC Liverpool            |
| 7. Februar 1903 | Millwall Athletic | 3:0      | Luton Town              |
| 7. Februar 1903 | Nottingham Forest | 0:0      | FC Reading              |
| 7. Februar 1903 | Notts County      | 0:0      | FC Southampton          |
| 7. Februar 1903 | Preston North End | 3:1      | Manchester City         |
| 7. Februar 1903 | Tottenham Hotspur | 0:0      | West Bromwich Albion    |
| 7. Februar 1903 | Woolwich Arsenal  | 1:3      | Sheffield United        |

#### Wiederholungsspiele
| Datum            |                      | Ergebnis |                   |
| ---------------- | -------------------- | -------- | ----------------- |
| 11. Februar 1903 | FC Southampton       | 2:2      | Notts County      |
| 11. Februar 1903 | West Bromwich Albion | 0:2      | Tottenham Hotspur |
| 12. Februar 1903 | FC Reading           | 3:6      | Nottingham Forest |
| 12. Februar 1903 | The Wednesday        | 0:1      | Blackburn Rovers  |
| 16. Februar 1903 | Notts County         | 2:1      | FC Southampton    |

### Zweite Hauptrunde
| Datum            |                   | Ergebnis |                   |
| ---------------- | ----------------- | -------- | ----------------- |
| 21. Februar 1903 | Aston Villa       | 4:1      | FC Barnsley       |
| 21. Februar 1903 | Derby County      | 2:0      | Blackburn Rovers  |
| 21. Februar 1903 | FC Everton        | 3:1      | Manchester United |
| 21. Februar 1903 | Grimsby Town      | 0:2      | Notts County      |
| 21. Februar 1903 | Millwall Athletic | 4:1      | Preston North End |
| 21. Februar 1903 | Nottingham Forest | 0:0      | FC Stoke          |
| 21. Februar 1903 | Sheffield United  | 0:1      | FC Bury           |
| 21. Februar 1903 | Tottenham Hotspur | 1:0      | Bristol City      |

#### Wiederholungsspiel
| Datum            |          | Ergebnis |                   |
| ---------------- | -------- | -------- | ----------------- |
| 26. Februar 1903 | FC Stoke | 2:0      | Nottingham Forest |

### Dritte Hauptrunde
| Datum        |                   | Ergebnis |              |
| ------------ | ----------------- | -------- | ------------ |
| 7. März 1903 | FC Bury           | 1:0      | Notts County |
| 7. März 1903 | Derby County      | 3:0      | FC Stoke     |
| 7. März 1903 | Millwall Athletic | 1:0      | FC Everton   |
| 7. März 1903 | Tottenham Hotspur | 2:3      | Aston Villa  |

### Halbfinale
Die beiden Spiele wurden am 21. März 1903 ausgetragen.
|              | Ergebnis |                   | Ort        |
| ------------ | -------- | ----------------- | ---------- |
| FC Bury      | 3:0      | Aston Villa       | Liverpool  |
| Derby County | 3:0      | Millwall Athletic | Birmingham |

### Finale
| FC Bury                                            | FC Bury | Derby County | Derby County |
| -------------------------------------------------- | --- | --- | ------------ |
| FC Bury                                            | \| Finale \| \| Samstag, 18. April 1903 in London (Crystal Palace) \| \| Ergebnis: 6:0 (1:0) \| \| Zuschauer: 63.102 \| \| Schiedsrichter: Jack Adams \| \| Spielbericht \|                   | \| Finale \| \| Samstag, 18. April 1903 in London (Crystal Palace) \| \| Ergebnis: 6:0 (1:0) \| \| Zuschauer: 63.102 \| \| Schiedsrichter: Jack Adams \| \| Spielbericht \|              | Derby County |
| FC Bury                                            | Hugh Monteith – Jimmy Lindsay, James McEwen – John Johnston, Frank Thorpe, George Ross – Billy Richards, Willie Wood, Charlie Sagar, Joe Leeming, Jack Plant Cheftrainer: Harry Spencer Hamer | Jack Fryer – Jimmy Methven, Charlie Morris – Ben Warren, Archie Goodall, Johnny May – Joe Warrington, Charlie York, John Boag, George Richards, George Davis Cheftrainer: Harry Newbould | Derby County |
| FC Bury                                            | George Ross (20.) Charlie Sagar (48.) Joe Leeming (56./75.) Willie Wood (57.) Jack Plant (59.)                                                                                                | | Derby County |
| Finale                                             | | |              |
| Samstag, 18. April 1903 in London (Crystal Palace) | | |              |
| Ergebnis: 6:0 (1:0)                                | | |              |
| Zuschauer: 63.102                                  | | |              |
| Schiedsrichter: Jack Adams                         | | |              |
| Spielbericht                                       | | |              |